# Hadrogryllacris uniguttata
Hadrogryllacris uniguttata är en insektsart som först beskrevs av Walker, F. 1869.  Hadrogryllacris uniguttata ingår i släktet Hadrogryllacris och familjen Gryllacrididae. Inga underarter finns listade i Catalogue of Life.